# Paisco Loveno
Paisco Loveno es una localidad y comune italiana de la provincia de Brescia, región de Lombardía, con 207 habitantes.

## Evolución demográfica
| Gráfica de evolución demográfica de Paisco Loveno entre 1861 y 2001 |
|                                                                     |
| Fuente ISTAT - elaboración gráfica de Wikipedia                     |